# Peterson Peçanha
Peterson dos Santos Peçanha (* 11. Januar 1980 in São Gonçalo), genannt Peçanha, ist ein brasilianischer ehemaliger Fußballspieler. Der Torwart spielte meist in Europa.

## Karriere
Peçanha kam im Sommer 2005 im Alter von 25 Jahren nach Europa und heuerte beim portugiesischen Erstligisten FC Paços de Ferreira an. Dort kämpfte er mit Pedro Correia um den Platz im Tor der Nordportugiesen. Nachdem er im ersten Jahr in 23 von 34 Spielen zum Zuge gekommen war, wurde er zu Beginn der Saison 2006/07 zur unumstrittenen Stammkraft und qualifizierte sich mit seiner Mannschaft für den UEFA-Pokal. Dort schied er jedoch schon in der ersten Runde aus. Dieser Erfolg konnte in der Spielzeit 2007/08 nicht wiederholt werden. Peçanha geriet mit seinem Team in Abstiegsgefahr und vermied den Abstieg nur durch Lizenzentzug eines Konkurrenten. Er verließ im Sommer 2008 die Portugiesen und wechselte zu Aufsteiger Thrasyvoulos Fylis in die griechische Super League. Dort lieferte er sich mit Nikolaos Kostakis einen Kampf um die Platz im Tor und konnte sich 19 Mal behaupten. Am Saisonende musste er mit seinem Team als Tabellenletzter absteigen.
Peçanha kehrte nach nur einem Jahr nach Portugal zurück, wo ihn Erstligist Marítimo Funchal unter Vertrag nahm. In der Saison 2009/10 war er dort die Nummer eins im Tor und schloss die Spielzeit mit den Madeirern im vorderen Mittelfeld ab. In der darauffolgenden Saison verlor er seinen Platz an seinen vorherigen Stellvertreter Marcelo Boeck und kam nicht zum Einsatz. Erst nach Boecks Wechsel zu Sporting Lissabon im Sommer 2011 kehrte er ins Tor von Marítimo zurück. Am Ende der Spielzeit 2011/12 erreichte er mit seiner Mannschaft die Qualifikation zur Europa League.
Im Sommer 2012 holte Rapid Bukarest Peçanha in die rumänische Liga 1. Am Saisonende erreichte er mit seinem neuen Klub einen Platz im Mittelfeld, Rapid erhielt jedoch keine Lizenz und musste absteigen. Im August 2013 wechselte er daraufhin zum amtierenden Pokalsieger Petrolul Ploiești. Dort verdrängte er die bisherige Nummer eins Mircea Bornescu und hält seitdem den Stammplatz im Tor. Die Saison 2013/14 schloss er mit Petrolul mit der Qualifikation zur Europa League ab. Anfang 2016 verließ er das abstiegsbedrohte Petrolul und schloss sich Ligakonkurrent FC Viitorul Constanța an. Dort verlor er nach sechs Einsätzen seinen Platz im Team. Im Sommer 2016 ging er zu CD Feirense nach Portugal. Auch dort war er zunächst Stammtorhüter, musste seinen Platz am achten Spieltag aber an seinen Konkurrenten Vaná abgeben.

## Erfolge
- Qualifikation zur Europa League: 2007, 2012, 2014, 2016